# Hymenozetes verticillatus
Hymenozetes verticillatus är en kvalsterart som beskrevs av Sandór Mahunka 1997. Hymenozetes verticillatus ingår i släktet Hymenozetes och familjen Microzetidae. Inga underarter finns listade i Catalogue of Life.